# دويليو أغوستيني
دويليو أغوستيني (بالإيطالية: Duilio Agostini)‏ كان متسابق دراجات نارية إيطالي. نافس في سباقات بطولة العالم لفئة 500 سي سي ولفئة 350 سي سي ولفئة 250 سي سي ولفئة 50 سي سي.

## روابط خارجية
- دويليو أغوستيني على موقع MotoGP.com (الإنجليزية)